# Блаж Слишкович
Бла́ж Сли́шкович (босн. Blaž Slišković; 30 травня 1959, Мостар, ФНР Югославія) — югославський та боснійський футболіст та футбольний тренер. Найбільше відомий завдяки виступам у складі сплітського «Хайдука», марсельського «Олімпіка» та збірної Югославії. Чемпіон Європи серед молодіжних команд (1978). Володар Балканського кубка (1980). Як тренер запам'ятався роботою у збірній Боснії і Герцеговини, хорватському «Хайдуку» та низці інших клубів.

## Життєпис

### Кар'єра гравця
Блаж Слишкович народився в Мостарі, в родині боснійських хорватів. Батько хлопця був футболістом місцевого «Вележа», тож у Блажа не виникало сумнівів стосовно свого майбутнього і вже у 17-річному віці тренер «Вележа» почав залучати його до ігор основного складу. Майже одразу увагу на Слишковича звернули і наставники молодіжної збірної Югославії, яким технічний півзахисник припав до вподоби напередодні підготовки до молодіжного чемпіонату Європи 1978 року. Саме цей чемпіонат і став першим серйозним успіхом Блажа в дорослому футболі. За підсумками двох матчів, що відбулися 7 та 21 травня 1978 року, югославська «молодіжка» здолала однолітків з НДР з загальним рахунком 5:4 (1:0 та 4:4) та здобула «золото» континентальних змагань. Разом зі Слишковичем тріумфаторами чемпіонату стали такі відомі в майбутньому футболісти, як Златко Краньчар, Вахід Халілходжич, Ненад Стойкович та інші. 15 листопада того ж року юний півзахисник «Вележа» дебютував у національній збірній Югославії, відігравши один тайм у матчі з греками в розіграші Балканського кубка.

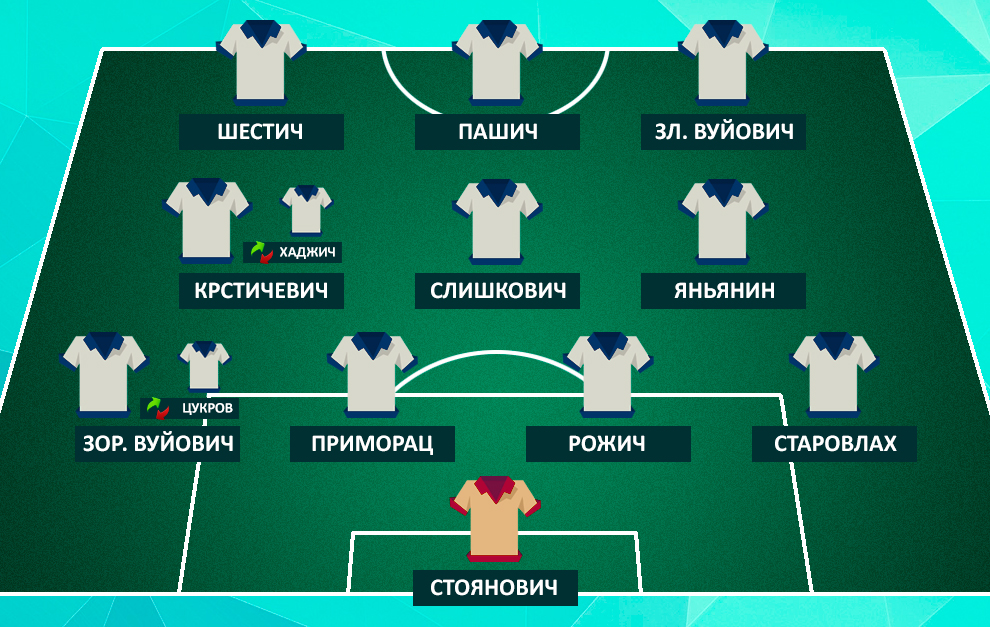
Склад збірної Югославії у фіналі Середземноморських ігор 1979

1979 року Слишкович у складі збірної Югославії взяв участь у Середземноморських іграх, що проходили у Спліті. У фінальному поєдинку югослави здолали аматорську збірну Франції з рахунком 3:0 та підтвердили статус однієї з найперспективніших європейських збірних, а Бака протягом турніру відзначився двома забитими м'ячами у ворота команд Єгипту та Греції. Наступного року, незважаючи на доволі переконливу як для молодого футболіста гру, Слишкович не потрапив до заявки збірної Югославії на Літні Олімпійські ігри в Москві, однак цей рік став відправною точкою для успіхів на клубному рівні — у сезоні 1980/81 років скромний «Вележ», не в останню чергу завдяки зусиллям Слишковича, доволі несподівано здобув перемоги у Кубку Югославії та клубному розіграші Балканського кубка. Після цього стало остаточно зрозуміло, що 22-річний лідер клубу готовий до нових викликів і його перехід до сильнішого колективу — лиш питання часу, тим більше що умови, на яких Блаж грав у «Вележі», зовсім не відповідали статусу гравця. Як він сам зазначив багато років по тому, грати доводилося фактично за їжу, бо фінансово клуб його не забезпечував.
Наступний сезон Слишкович розпочав у лавах одного з лідерів югославського футболу — сплітського «Хайдука». Вболівальники «Вележа» сприйняли цю подію негативно, піддавши гравця обструкції. Незважаючи на це, Блаж стартував у новому клубі доволі впевнено, вважався одним з претендентів на потрапляння до заявки збірної на Чемпіонат світу 1982 року, однак отримав важку травму в матчі чемпіонату між белградським ОФК та «Хайдуком», внаслідок чого був змушений пропустити Мундіаль і значну частину наступного чемпіонату Югославії.
Піку своєї кар'єри в «Хайдуку» Слишкович досягнув у 1983—1985 роках. Спочатку він разом із командою дійшов до півфіналу Кубка УЄФА 1983/84, поступившись англійському «Тоттенгему» лише завдяки м'ячу, пропущеному на виїзді, а згодом здобув Кубок Югославії, відзначившись у фінальному матчі проти «Црвени Звезди» надзвичайним м'ячем, забитим безпосередньо з кутового. Цікаво, що участь у півфіналі єврокубка стала можливою для «Хайдука» також завдяки голу Слишковича — на 117-й хвилині другого чвертьфінального матчу проти празької «Спарти» він вразив ворота чехів неймовірним ударом зі штрафного. З огляду на це, дуже дивним виглядало рішення тренерського штабу збірної Югославії не включити півзахисника «Хайдука» до заявки на Чемпіонат Європи 1984 року. Як з'ясувалося, причиною послужив конфлікт футболіста з наставником збірної. Помилковість цього рішення стала ще очевиднішою вже наступного сезону, коли «Хайдук», у якому Слишкович відігравав одну з провідних ролей, дійшов до чвертьфіналу Кубка УЄФА, прибравши зі свого шляху «Мец», «Торіно» та «Дніпро». Сам же Бака відзначився в цій низці ігор двома забитими м'ячами у двох матчах із «Торіно». За підсумками 1985 року його визнали найкращим футболістом Югославії.
Влітку 1986 року Слишкович перейшов до лав найпопулярнішого на той час французького клубу — марсельського «Олімпіка». У першому і єдиному сезоні у складі цієї команди югославський півзахисник провів близько тридцяти матчів, однак встиг так полюбитися шанувальникам клубу, що сам Зінедін Зідан згодом назвав його кумиром свого дитинства та включив до символічної збірної «Олімпіка» усіх часів. Разом із командою Слишкович здобув «срібло» національного чемпіонату та дійшов до фіналу Кубка Франції.
1987 року Блаж залишив Марсель та перейшов до «Пескари», яка щойно стала переможцем італійської Серії B та здобула право грати серед найсильніших команд Італії. За словами самого Слишковича, цей період був найпам'ятнішим у його кар'єрі, адже йому довелося протистояти на футбольному полі таким знаним майстрам футболу, як Дієго Марадона, Мішель Платіні, Марко ван Бастен, Рууд Гулліт та іншим. За підсумками сезону югославський футболіст став найкращим бомбардиром команди не лише в чемпіонаті, а й у Кубку Італії. Втім, цього разу зусилля Слишковича були докладені не до здобуття трофеїв, а до боротьби за виживання — його клуб ледве втримався у Серії А, посівши 14-те — останнє рятівне місце перед зоною вибування.
Наступний сезон югославський футболіст знову розпочав у Франції, однак на цей раз Бака уклав контракт із одним із аутсайдерів Ліги I — футбольним клубом «Ланс». За підсумками сезону команда посіла останнє, двадцяте місце, тож Слишкович змушений був шукати для себе інший варіант працевлаштування, що більше відповідав його рівню. Ним став амбіційний новачок найвищого французького дивізіону «Мюлуз». Втім, його спіткала та ж доля, що й попередню команду югослава — остання позиція у турнірній таблиці і втрата місця у класі найсильніших.
Після вибування «Мюлуза» Слишкович близько року перебував поза великим футболом. Зрештою, у сезоні 1991/92 він поповнив лави французького «Ренна», що також боровся за виживання в чемпіонаті. Всього двох очок не вистачило Блажу та його команді, аби зберегти прописку в Лізі 1 на наступний сезон, а сам Слишкович влітку 1992 року залишив клуб та повернувся до «Пескари», у якій вже виступав п'ять років тому. Втім, і цей «вояж» закінчився для Баки за сценарієм, що переслідував його протягом останніх років: «Пескара» посіла останнє місце й вибула до Серії B, а 34-річний футболіст вирішив повернутися додому на Балкани.
1993 року, ще під час виступів у «Пескарі», Слишкович у складі новоствореної збірної Боснії і Герцеговини провів два неофіційні матчі, що мали суто показовий статус та не увійшли до реєстру міжнародних футбольних організацій. 9 березня 1993 року боснійці були сильнішими за бельгійський «Генк» (4:2), а за тринадцять днів зіграли у Кобленці з «Кайзерслаутерном». У обох матчах Слишкович виводив команду на поле з капітанською пов'язкою.
У Боснії і Герцеговині на той час була у розпалі війна, тож про офіційні футбольні змагання не могло йти і мови. Проте Слишкович певний час виступав за «Зриньські», що проводив товариські матчі у Хорватії та країнах далекого зарубіжжя, виражаючи цим, як він сам зазначав, підтримку своєму народу. У сезоні 1994/95 років уклав угоду з клубом «Хрватскі Драговоляц», де обійняв посаду тренера-гравця. Разом із клубом вийшов до Першої хорватської ліги, однак 1995 року його на цій посаді змінив Іво Шушак.
Наступного року Слишкович повернувся до «Зриньські», де протягом двох сезонів виконував функції тренера-гравця, після чого остаточно закінчив активні виступи та перейшов на терени тренерської роботи.

### Характеристика гри
Блаж Слишкович виступав на позиції центрального атакувального півзахисника, нерідко виконуючи у своїх клубах функції плеймейкера. Відзначався особливо небезпечним виконанням стандартних положень, що нерідко призводили до взяття воріт суперників. Зокрема, слід виокремити його гол безпосередньо від кутового прапорця у фінальному матчі Кубка Югославії 1983/84 та вирішальний гол зі штрафного у ворота празької «Спарти» в розіграші Кубка УЄФА того ж сезону. Окрім того, володів філігранним дриблінгом та вмінням віддати тонкий пас. Діяв на полі вибухово, із запалом, нестандартно, міг повести за собою партнерів, через що доволі часто обирався капітаном у клубах та збірній Боснії і Герцеговини.
Фахівці вважали його одним з найперспективніших футболістів Югославії початку 1980-х років і пророкували блискучу міжнародну кар'єру, однак на заваді стали травми, складний характер та проблеми з режимом. Слишкович мав пристрасть до куріння та алкоголю й був людиною настрою. Він міг розважатися усю ніч перед грою, після чого був нездатним вийти на поле, або відмовитися їхати грати через те, що «сильно дме вітер, і дружина боїться залишатися одна».

### Тренерська робота
Кар'єру тренера Блаж Слишкович розпочав, не закінчивши кар'єри гравця. Спочатку він суміщав ці функції у «Хрватскі Драговоляц», а згодом і у «Зриньські». Припинивши активні виступи, нетривалий час тренував «Посуш'є», однак перших серйозних успіхів досяг разом із «Бротньо», яке привів до перемоги у фіналі кубка, здолавши у вирішальному матчі «Широкі Брієг» у серії післяматчевих пенальті.
2002 року, після завершення роботи у «Бротньо», Слишкович увійшов до тренерського штабу Мишо Смайловича в національній збірній Боснії і Герцеговини. Відбір до Чемпіонату світу 2002 року боснійці завершили на 4-му місці, обійшовши лише очевидного аутсайдера — збірну Ліхтенштейну.

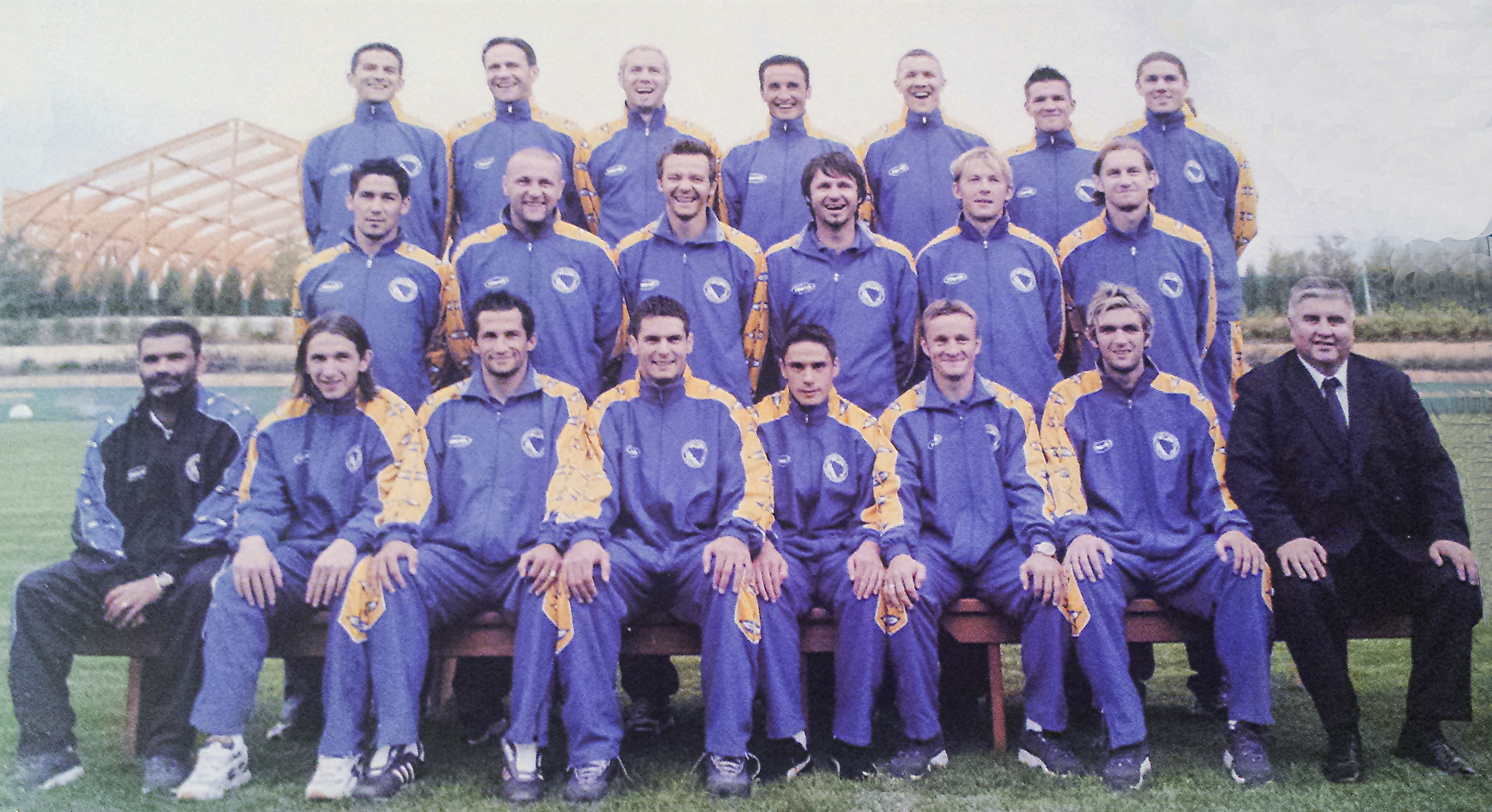
Збірна Боснії і Герцеговини напередодні відбору до Євро-2004
Блаж Слишкович — перший ліворуч у нижньому ряду

 В 2002 році Слишкович замінив Смайловича на посаді головного тренера збірної. У відбірному циклі до чемпіонату Європи 2004 року боснійці потрапили до однієї групи з норвежцями, данцями, румунами та люксембуржцями. Незважаючи на доволі рівний склад учасників, турнір для «золотих лілій» почався вкрай невдало — збірна Боснії і Герцеговини поступилася у стартових матчах збірним Румунії (0:3) та Норвегії (0:2). Переломним моментом стала гра з люксембуржцями, яких боснійці обіграли з рахунком 2:0, а в четвертому турі завдяки голам Барбареза та Балича здолали на виїзді міцну та атлетичну збірну Данії. Однією з найяскравіших ігор відбору став домашній матч проти норвежців, що відбувся у Зениці. Єдиним і переможним для боснійців став гол Байрамовича, що на 87-й хвилині добив м'яч у ворота після удару Барбареза. Протягом усього матчу підопічні Слишковича мали беззаперечну перевагу та штурмували ворота суперників. Після гри тренер зробив таку заяву:
|  | Вся робота тренера полягає в тому, аби змусити своїх гравців не здаватися до самого фінального свистка. Кому це вдається — той і перемагає. Тепер ми готові вилізти геть зі шкури, аби перемогти у двох іграх, що залишилися, та вийти до стикових матчів. |

Напередодні останнього туру боснійці мали всі шанси потрапити на Євро-2004 з першого місця в групі. Для цього їм потрібно було перемогти данців, однак уже на 12-й хвилині матчу Мартін Йоргенсен відкрив рахунок, а футболістів Слишковича вистачило лише на те, аби зрівняти рахунок зусиллями Елвира Болича. У підсумку «золоті лілії» посіли четверте місце, відставши від першого лише на два очки.
У відбірному турнірі до чемпіонату світу 2006 року боснійці потрапили до сьомої групи разом зі збірними Іспанії, Сербії та Чорногорії, Бельгії, Литви і Сан-Марино. Після домашніх нічиїх з фаворитами групи — іспанцями та сербами справжньою несподіванкою стали розгромна поразка від бельгійців (1:4) та нічия з литовцями (1:1). Наступні чотири матчі лише підтвердили нестабільність виступів команди Слишковича: боснійці впевнено обіграли аутсайдерів групи, вирвали перемогу в бельгійців (1:0) та розписали виїзну «мирову» з іспанцями (1:1), врятувавши, здавалося б, безнадійну ситуацію. Як і в минулому відбірному циклі, доля команди мала вирішуватися у останньому турі, де «золотим ліліям» протистояла збірна Сербії та Чорногорії. В разі перемоги боснійці могли претендувати на другий рядок у турнірній таблиці та участь у матчах плей-оф, однак у запеклій боротьбі поступилися принциповим суперникам з рахунком 0:1 та посіли третє місце у групі. В січні 2006 року Слишкович продовжив контракт із Футбольною асоціацією Боснії і Герцеговини до 2008 року.
У відбірному турнірі до Євро-2008 боснійцям дісталися в суперники збірні Греції, Туреччини, Норвегії, Молдови, Угорщини та Мальти. Блаж Слишкович був надто задоволений результатами жеребкування та заявив, що його команді цілком до снаги потрапити на Чемпіонат Європи. В першому ж матчі «золоті лілії» підтвердили свої амбіції, здобувши розгромну перемогу над збірною Мальти (5:2). Втім, другий поєдинок став для них холодним душем — вдома підопічні Слишковича поступилися угорцям з рахунком 1:3, після чого тренер заявив, що мав намір набрати у стартових матчах шість очок і попри те, що це рішення дається йому дуже важко, вирішив подати у відставку. Футбольна асоціація Боснії і Герцеговини відставку не прийняла, вмовивши Слишковича продовжити роботу з командою. Втім, у двох наступних поєдинках боснійці здобули лише одне очко, зігравши в нічию зі збірною Молдови (2:2) та поступившись грекам (0:4). Внаслідок цього 4 листопада 2006 року рішенням національної федерації футболу Блажа Слашковича звільнено з посади головного керманича збірної, а разом з ним і наставника боснійської «молодіжки» Ібрагіма Жукановича. Своє рішення керівники боснійського футболу пояснили бажанням оновити тренерські штаби національної та молодіжної збірних.
Паралельно з роботою в збірній Слишкович у серпні 2004 року очолив сплітський «Хайдук», замінивши на тренерському містку Івана Каталинича. Блаж доклався до виграшу командою, в якій він провів свої найкращі футбольні роки, «золота» чемпіонату Хорватії, хоча фінальні матчі «Хайдук» грав вже під керівництвом іншого тренера, адже Слишкович пішов у відставку 10 квітня 2005 року.
У серпні того ж року він підписав угоду з клубом «Зриньські», який вже тренував раніше. За 2,5 сезони в Мостарі Слишкович двічі був близький до здобуття чемпіонства, однак обидва рази зупинявся за лічені кроки від мети й здобував «бронзу» та «срібло» першості. Причому в другому випадку від омріяного першого місця, яке посіли «Сараєво», команду відділили лише чотири очки. Втім, завдяки успішним виступам на внутрішній арені, «Зриньські» отримав шанс випробувати свої сили у єврокубках. В першому раунді розіграшу Кубка Інтертото 2006 боснійцям дістався мальтійський «Марсашлокк», який вони доволі впевнено пройшли за сумою двох матчів (3:0, 1:1). Втім, у другому раунді футболісти «Зриньські» виявилися слабшими за своїх суперників з «Маккабі» (Петах-Тіква) — 1:1 та 1:3. А от розіграш Кубка УЄФА 2007/08 виявився для боснійського клубу справжньою катастрофою. У першому відбірному раунді від нього каменя на камені не залишив сербський «Партизан», перемігши з рахунком 6:1 в Мостарі та 5:0 на власному стадіоні. Втім, через безладдя та агресивну поведінку сербських вболівальників «Партизан» було дискваліфіковано у розіграшах єврокубків, а «Зринські» отримав ще один шанс на продовження боротьби — зустрітись у другому кваліфікаційному раунді з македонським клубом «Работнічками». Суперник, здавалося б, був боснійцям цілком під силу, однак за сумою двох матчів вони вкотре виявилися слабшими (0:0 та 1:2). 11 жовтня 2007 року керівництво «Зриньські» та Слишкович вирішили припинити співробітництво.
У липні 2008 року Блаж Слишкович очолив албанську «Тирану», що прагла повернути собі чемпіонський титул після тріумфу столичного «Динамо». У цій команді боснієць провів лише півроку, однак за цей час встиг закласти міцний фундамент її дальших успіхів, на якому за підсумками сезону постав «золотий дубль» «Тирани».
12 березня 2010 року, після майже півторарічної перерви у роботі, Слишкович очолив аутсайдера румунського чемпіонату «Унірю» з Алба-Юлії. Договір було укладено строком на три місяці з умовою продовження ще на рік в разі збереження «Унірею» прописки у найвищому румунському дивізіоні. Слишкович пообіцяв, що команда буде грати у суто атакувальний футбол, незалежно від того, де відбуватимуться матчі — вдома чи на виїзді. Втім, у 14 іграх під орудою боснійського тренера «Уніря» набрала лише 12 очок і посіла останнє 18-те місце в турнірній таблиці. 25 червня 2010 року Блаж Слишкович залишив румунський клуб.
У квітні 2011 року Слишкович прийняв під своє керування клуб «Широкі Брієг», що посідав 9-те місце в чемпіонаті Боснії і Герцеговини. Завдяки неймовірній серії з шести перемог поспіль колишній середняк став одним з претендентів на бронзові нагороди і зупинився лише за крок до мети, посівши за підсумками змагань 4-те місце. Втім, наступний сезон команда розпочала вже під керівництвом Маріо Чутука, адже після першості Слишкович припинив співпрацю з «Широкі Брієгом» і вирушив до Саудівської Аравії, де очолив місцевий «Аль-Ансар» з Медіни. Справи у новому клубі у нього зовсім не пішли, і вже за кілька місяців боснійський спеціаліст знову шукав роботу, а «Аль-Ансар» у підсумку так і не зміг піднятися вище останнього місця.
У січні 2012 року клуб китайської Суперліги «Ціндао Чжуннен» оголосив про підписання трирічного контракту зі Слишковичем, помічником якого у новому клубі став його син Владимир. Щоправда у новому клубі боснієць провів лише один матч — 11 березня «Ціндао» розписав нульову нічию з «Ханчжоу Грінтаун», після чого заявив, що клуб не виконує зобов'язань перед тренерським штабом, обмежує можливість проведення тренувального процесу та порушує правові норми співпраці. 13 березня Слишкович припинив виконувати свої обов'язки, а на його місце запросили місцевого спеціаліста. Згодом боснійський тренер судився з клубом більш ніж чотири роки, аж поки зрештою, 28 квітня 2016 року Спортивний арбітражний суд в Лозанні не ухвалив рішення, згідно з яким претензії Слишковича є необґрунтованими і він зобов'язаний сплатити «Ціндао Чжуннен» компенсацію в розмірі близько 13 тисяч доларів.
Після невдалого досвіду в Китаї Слишкович повернувся на батьківщину, де погодився допомагати як консультант новому виконувачеві обов'язків головного тренера «Зриньські» Драженко Богдану. Втім, вже за 10 днів керівництво клубу призначило тренером на постійній основі Драгана Перича, який відмовився від співпраці з Слишковичем. В 2014 році з'явилася інформація про те, що Слишкович може очолити збірну КНДР, однак зрештою новим головним тренером команди став місцевий спеціаліст Йо Тонг-соп.
Протягом трьох років досвідчений боснієць залишався без роботи, аж поки у квітні 2015 року не уклав угоди з клубом «Широкі Брієг», що на той час займав перший рядок у турнірній таблиці чемпіонату Боснії і Герцеговини. Цей досвід роботи виявився для Слишковича не надто вдалим — під його керівництвом клуб скотився на 4-те місце у підсумковому заліку та поступився «Олімпіку» у фіналі Кубка країни. У червні того ж року співпрацю між тренером та клубом припинено.
Протягом 2016 року ходило багато чуток про можливе працевлаштування Слишковича. Називалися такі клуби, як шотландський «Селтік», англійський «Галл Сіті», сербський «Нові Пазар» та інші. Проте нове місце роботи для Слишковича доволі несподівано знайшлося у березні 2017 року — він вкотре повернувся до «Зриньські», разом з яким вже за декілька місяців тріумфував у чемпіонаті Боснії і Герцеговини. Суперником мостарського клубу в Лізі чемпіонів став словенський «Марибор», що зрештою виявився сильнішим за сумою двох поєдинків другого кваліфікаційного раунду — 2:1 та 1:1 на користь словенців. Сезон 2017/18 виявився для «Зриньські» дещо важчим — мостарці здобули чемпіонство лише у останньому турі, обійшовши «Желєзнічар» за додатковими показниками, а в розіграші Кубка підопічні Слишковича припинили боротьбу на стадії 1/16 фіналу, поступившись клубу нижчої ліги «Слога». 11 червня 2018 року Блаж Слишкович звернувся до керівництва «Зриньські» з проханням звільнити його за власним бажанням. Однією з причин стало бажання Баки працювати у сильнішій лізі, однак з огляду на те, що конкретних пропозицій він поки не мав, президент клубу запропонував йому зайняти місце у спортивній дирекції мостарців. Наступником Слишковича на тренерському містку «Зриньські» став його колишній одноклубник по «Хайдуку» Анте Мише, однак вже за два місяці керівництво клубу вирішило розірвати з ним стосунки через не надто задовільні результати команди у дев'яти стартових іграх сезону. 13 серпня 2018 року Блаж Слишкович знову очолив мостарський клуб.

## Досягнення

### Здобутки гравця
У складі «Вележа»
- Володар Балканського кубка (1): 1980/81
- Володар Кубка Югославії (1): 1980/81

У складі «Хайдука»
- Володар Кубка Югославії (1): 1983/84
- Срібний призер чемпіонату Югославії (2): 1982/83, 1984/85
- Бронзовий призер чемпіонату Югославії (1): 1981/82

У складі «Олімпіка»
- Срібний призер чемпіонату Франції (1): 1986/87
- Фіналіст Кубка Франції (1): 1986/87

У складі молодіжної та національної збірних Югославії
- Чемпіон Європи серед молодіжних команд (1): 1978
- Переможець Середземноморських ігор (1): 1979

### Тренерські здобутки
На чолі «Хрватскі Драговоляца»
- Переможець другої хорватської ліги (1): 1994/95

На чолі «Бротньо»
- Володар Кубка Боснії і Герцеговини (1): 1998/99[9]

На чолі «Хайдука»
- Чемпіон Хорватії (1): 2004/05[33]

На чолі «Широкі Брієга»
- Фіналіст Кубка Хорватії (1): 2004/05[33]

На чолі «Широкі Брієга»
- Фіналіст Кубка Боснії і Герцеговини (1): 2014/15

На чолі «Зриньські»
- Чемпіон Боснії і Герцеговини (2): 2016/17, 2017/18
- Срібний призер чемпіонату Боснії і Герцеговини (1): 2006/07
- Бронзовий призер чемпіонату Боснії і Герцеговини (1): 2005/06

### Індивідуальні досягнення
- Футболіст року в Югославії (1): 1985
- Найкращий тренер Боснії і Герцеговини (1): 2003
- В 2011 році потрапив до списку 11-ти найкращих футболістів «Хайдука» за історію[34].
- У липні 2011 року володар «Золотого м'яча» Зінедін Зідан назвав Блажа Слишковича кумиром свого юнацтва та включив його до списку 11-ти найкращих гравців марсельського «Олімпіка» усіх часів[4].

## Статистика

### Клубна статистика
| Сезон                          | Команда                        | Чемпіонат                                                  | Чемпіонат                                                  | Чемпіонат                                                  | Кубок                                                      | Кубок                                                      | Кубок                                                      | Єврокубки                                                  | Єврокубки                                                  | Єврокубки                                                  | Всього                                                     | Всього                                                     |
| Сезон                          | Команда                        | Змаг.                                                      | Матчі                                                      | Голи                                                       | Змаг.                                                      | Матчі                                                      | Голи                                                       | Змаг.                                                      | Матчі                                                      | Голи                                                       | Матчі                                                      | Голи                                                       |
| ------------------------------ | ------------------------------ | ---------------------------------------------------------- | ---------------------------------------------------------- | ---------------------------------------------------------- | ---------------------------------------------------------- | ---------------------------------------------------------- | ---------------------------------------------------------- | ---------------------------------------------------------- | ---------------------------------------------------------- | ---------------------------------------------------------- | ---------------------------------------------------------- | ---------------------------------------------------------- |
| 1975—1976                      | «Вележ»                        | ЧЮ                                                         | 3                                                          | 0                                                          | КЮ                                                         | ?                                                          | ?                                                          | —                                                          | —                                                          | —                                                          | 3                                                          | 0                                                          |
| 1976—1977                      | «Вележ»                        | ЧЮ                                                         | 26                                                         | 6                                                          | КЮ                                                         | ?                                                          | ?                                                          | —                                                          | —                                                          | —                                                          | 26                                                         | 6                                                          |
| 1977—1978                      | «Вележ»                        | ЧЮ                                                         | 29                                                         | 7                                                          | КЮ                                                         | ?                                                          | ?                                                          | —                                                          | —                                                          | —                                                          | 29                                                         | 7                                                          |
| 1978—1979                      | «Вележ»                        | ЧЮ                                                         | 29                                                         | 7                                                          | КЮ                                                         | ?                                                          | ?                                                          | —                                                          | —                                                          | —                                                          | 29                                                         | 7                                                          |
| 1979—1980                      | «Вележ»                        | ЧЮ                                                         | 22                                                         | 5                                                          | КЮ                                                         | ?                                                          | ?                                                          | —                                                          | —                                                          | —                                                          | 22                                                         | 5                                                          |
| 1980—1981                      | «Вележ»                        | ЧЮ                                                         | 12                                                         | 0                                                          | КЮ                                                         | 1+                                                         | 0+                                                         | —                                                          | —                                                          | —                                                          | 13                                                         | 0                                                          |
| Всього у «Вележі»              | Всього у «Вележі»              | Всього у «Вележі»                                          | 121                                                        | 25                                                         |                                                            | 1+                                                         | 0+                                                         |                                                            | 0                                                          | 0                                                          | 122+                                                       | 25+                                                        |
| 1981—1982                      | «Хайдук»                       | ЧЮ                                                         | 20                                                         | 2                                                          | КЮ                                                         | 1                                                          | 0                                                          | КУ                                                         | 6                                                          | 1                                                          | 27                                                         | 3                                                          |
| 1982—1983                      | «Хайдук»                       | ЧЮ                                                         | 6                                                          | 0                                                          | КЮ                                                         | 0                                                          | 0                                                          | КУ                                                         | 0                                                          | 0                                                          | 6                                                          | 0                                                          |
| 1983—1984                      | «Хайдук»                       | ЧЮ                                                         | 21                                                         | 5                                                          | КЮ                                                         | 3                                                          | 2                                                          | КУ                                                         | 8                                                          | 1                                                          | 32                                                         | 8                                                          |
| 1984—1985                      | «Хайдук»                       | ЧЮ                                                         | 29                                                         | 8                                                          | КЮ                                                         | 3                                                          | 2                                                          | КК                                                         | 1                                                          | 0                                                          | 33                                                         | 10                                                         |
| 1985—1986                      | «Хайдук»                       | ЧЮ                                                         | 25                                                         | 8                                                          | КЮ                                                         | 2                                                          | 2                                                          | КУ                                                         | 8                                                          | 2                                                          | 35                                                         | 12                                                         |
| Всього у «Хайдуку»             | Всього у «Хайдуку»             | Всього у «Хайдуку»                                         | 101                                                        | 23                                                         |                                                            | 9                                                          | 6                                                          |                                                            | 23                                                         | 4                                                          | 133                                                        | 33                                                         |
| 1986—1987                      | «Олімпік» М                    | ЧФ                                                         | 29                                                         | 6                                                          | КФ                                                         | 7                                                          | 0                                                          | —                                                          | —                                                          | —                                                          | 36                                                         | 6                                                          |
| 1987—1988                      | «Пескара»                      | ЧІ                                                         | 23                                                         | 8                                                          | КІ                                                         | 7                                                          | 5                                                          | —                                                          | —                                                          | —                                                          | 30                                                         | 13                                                         |
| 1988—1989                      | «Ланс»                         | ЧФ                                                         | 15                                                         | 1                                                          | КФ                                                         | 1                                                          | 0                                                          | —                                                          | —                                                          | —                                                          | 16                                                         | 1                                                          |
| 1989—1990                      | «Мюлуз»                        | ЧФ                                                         | 27                                                         | 8                                                          | КФ                                                         | 3                                                          | 1                                                          | —                                                          | —                                                          | —                                                          | 30                                                         | 9                                                          |
| 1991—1992                      | «Ренн»                         | ЧФ                                                         | 22                                                         | 0                                                          | КФ                                                         | 4                                                          | 0                                                          | —                                                          | —                                                          | —                                                          | 26                                                         | 0                                                          |
| 1992—1993                      | «Пескара»                      | ЧІ                                                         | 18                                                         | 1                                                          | КІ                                                         | 1                                                          | 0                                                          | —                                                          | —                                                          | —                                                          | 19                                                         | 1                                                          |
| 1994                           | «Зриньські»                    | Через Боснійську війну клуб проводив лише товариські матчі | Через Боснійську війну клуб проводив лише товариські матчі | Через Боснійську війну клуб проводив лише товариські матчі | Через Боснійську війну клуб проводив лише товариські матчі | Через Боснійську війну клуб проводив лише товариські матчі | Через Боснійську війну клуб проводив лише товариські матчі | Через Боснійську війну клуб проводив лише товариські матчі | Через Боснійську війну клуб проводив лише товариські матчі | Через Боснійську війну клуб проводив лише товариські матчі | Через Боснійську війну клуб проводив лише товариські матчі | Через Боснійську війну клуб проводив лише товариські матчі |
| 1994—1995                      | «Хрватскі Драговоляц»          | 2ХЛ                                                        | 0                                                          | 0                                                          | КХ                                                         | ?                                                          | ?                                                          | —                                                          | —                                                          | —                                                          | 0                                                          | 0                                                          |
| 1995—1996                      | «Хрватскі Драговоляц»          | 1ХЛ                                                        | 5                                                          | 0                                                          | КХ                                                         | ?                                                          | ?                                                          | —                                                          | —                                                          | —                                                          | 5                                                          | 0                                                          |
| Всього у «Хрватскі Драговоляц» | Всього у «Хрватскі Драговоляц» | Всього у «Хрватскі Драговоляц»                             | 5                                                          | 0                                                          |                                                            | 0                                                          | 0                                                          |                                                            | 0                                                          | 0                                                          | 5                                                          | 0                                                          |
| 1996—1997                      | «Зриньські»                    | 1Л                                                         | ?                                                          | ?                                                          | КГ                                                         | ?                                                          | ?                                                          | —                                                          | —                                                          | —                                                          | ?                                                          | ?                                                          |
| 1997—1998                      | «Зриньські»                    | 1Л                                                         | ?                                                          | ?                                                          | КГ                                                         | ?                                                          | ?                                                          | —                                                          | —                                                          | —                                                          | ?                                                          | ?                                                          |
| Всього у «Зриньські»           | Всього у «Зриньські»           | Всього у «Зриньські»                                       | ?                                                          | ?                                                          |                                                            | ?                                                          | ?                                                          |                                                            | 0                                                          | 0                                                          | ?                                                          | ?                                                          |
| Всього за кар'єру              | Всього за кар'єру              | Всього за кар'єру                                          | 361                                                        | 72                                                         |                                                            | 33                                                         | 12                                                         |                                                            | 23                                                         | 4                                                          | 417                                                        | 88                                                         |

### Виступи у збірних
| Матчі Блажа Слишковича за національну збірну Югославії                         | Матчі Блажа Слишковича за національну збірну Югославії | Матчі Блажа Слишковича за національну збірну Югославії | Матчі Блажа Слишковича за національну збірну Югославії | Матчі Блажа Слишковича за національну збірну Югославії | Матчі Блажа Слишковича за національну збірну Югославії | Матчі Блажа Слишковича за національну збірну Югославії | Матчі Блажа Слишковича за національну збірну Югославії | Матчі Блажа Слишковича за національну збірну Югославії | Матчі Блажа Слишковича за національну збірну Югославії | Матчі Блажа Слишковича за національну збірну Югославії | Матчі Блажа Слишковича за національну збірну Югославії | Матчі Блажа Слишковича за національну збірну Югославії | Матчі Блажа Слишковича за національну збірну Югославії |
| #                                                                              | Дата                                                   | Стадіон                                                | Суперники                                              | Рахунок                                                | Турнір                                                 | Голи                                                   | Голи                                                   | Жовта картка · Червона картка                          | Капітан                                                |                                                        |                                                        |                                                        |                                                        |
| ------------------------------------------------------------------------------ | ------------------------------------------------------ | ------------------------------------------------------ | ------------------------------------------------------ | ------------------------------------------------------ | ------------------------------------------------------ | ------------------------------------------------------ | ------------------------------------------------------ | ------------------------------------------------------ | ------------------------------------------------------ | ------------------------------------------------------ | ------------------------------------------------------ | ------------------------------------------------------ | ------------------------------------------------------ |
| 01.                                                                            | 15.11.1978                                             | Міський стадіон, Скоп'є                                | СФРЮ — Греція                                          | 4-1                                                    | Балканський кубок                                      | 46'                                                    |                                                        |                                                        |                                                        |                                                        |                                                        |                                                        |                                                        |
| 02.                                                                            | 13.06.1979                                             | «Максимір», Загреб                                     | СФРЮ — Італія                                          | 4-1                                                    | Товариський матч                                       | 90'                                                    |                                                        |                                                        |                                                        |                                                        |                                                        |                                                        |                                                        |
| 03.                                                                            | 16.09.1979                                             | «Црвена Звезда», Белград                               | СФРЮ — Аргентина                                       | 4-2                                                    | Товариський матч                                       | 90'                                                    | 87'                                                    |                                                        |                                                        |                                                        |                                                        |                                                        |                                                        |
| —                                                                              | 21.09.1979                                             | Стадіон Раде Кончара, Шибеник                          | СФРЮ — Єгипет                                          | 3-0                                                    | Середземноморські ігри                                 | 90'                                                    | 38'                                                    |                                                        |                                                        |                                                        |                                                        |                                                        |                                                        |
| —                                                                              | 23.09.1979                                             | «Задар», Задар                                         | СФРЮ — Греція                                          | 5-1                                                    | Середземноморські ігри                                 | ?'                                                     | 32'                                                    |                                                        |                                                        |                                                        |                                                        |                                                        |                                                        |
| —                                                                              | 25.09.1979                                             | Стадіон Раде Кончара, Шибеник                          | СФРЮ — Марокко                                         | 2-1                                                    | Середземноморські ігри                                 | ?'                                                     |                                                        |                                                        |                                                        |                                                        |                                                        |                                                        |                                                        |
| —                                                                              | 27.09.1979                                             | Стадіон Раде Кончара, Шибеник                          | СФРЮ — Алжир                                           | 3-2                                                    | Середземноморські ігри                                 | 90'                                                    |                                                        |                                                        |                                                        |                                                        |                                                        |                                                        |                                                        |
| —                                                                              | 29.09.1979                                             | «Полюд», Спліт                                         | СФРЮ — Франція (аматори)                               | 3-0                                                    | Середземноморські ігри                                 | 90'                                                    |                                                        |                                                        |                                                        |                                                        |                                                        |                                                        |                                                        |
| 04.                                                                            | 10.10.1979                                             | «Естадіо Луїс Казанова», Валенсія                      | Іспанія — СФРЮ                                         | 0-1                                                    | Відбір до ЧЄ-1980                                      | 90'                                                    |                                                        |                                                        |                                                        |                                                        |                                                        |                                                        |                                                        |
| 05.                                                                            | 31.10.1979                                             | «Трепча», Тітова-Мітровиця                             | СФРЮ — Румунія                                         | 2-1                                                    | Відбірковий матч ЧЄ-1980                               | 88'                                                    | 50'                                                    |                                                        |                                                        |                                                        |                                                        |                                                        |                                                        |
| 06.                                                                            | 14.11.1979                                             | «Войводина», Новий Сад                                 | СФРЮ — Кіпр                                            | 5-0                                                    | Відбірковий матч ЧЄ-1980                               | 17'                                                    |                                                        |                                                        |                                                        |                                                        |                                                        |                                                        |                                                        |
| 07.                                                                            | 22.03.1980                                             | «Кошево», Сараєво                                      | СФРЮ — Уругвай                                         | 2-1                                                    | Товариський матч                                       | 46'                                                    |                                                        |                                                        |                                                        |                                                        |                                                        |                                                        |                                                        |
| 08.                                                                            | 25.03.1981                                             | «Суботиця», Суботиця                                   | СФРЮ — Болгарія                                        | 2-1                                                    | Товариський матч                                       | 74'                                                    | 27'                                                    |                                                        |                                                        |                                                        |                                                        |                                                        |                                                        |
| 09.                                                                            | 29.04.1981                                             | «Градскі врт», Спліт                                   | СФРЮ — Греція                                          | 5-1                                                    | Відбірковий матч ЧС-1982                               | 72'                                                    |                                                        |                                                        |                                                        |                                                        |                                                        |                                                        |                                                        |
| 10.                                                                            | 01.06.1983                                             | «Кошево», Сараєво                                      | СФРЮ — Румунія                                         | 1-0                                                    | Товариський матч                                       | 30'                                                    |                                                        |                                                        |                                                        |                                                        |                                                        |                                                        |                                                        |
| 11.                                                                            | 12.10.1983                                             | «Црвена Звезда», Белград                               | СФРЮ — Норвегія                                        | 2-1                                                    | Відбірковий матч ЧЄ-1984                               | 88'                                                    |                                                        |                                                        |                                                        |                                                        |                                                        |                                                        |                                                        |
| 12.                                                                            | 26.10.1983                                             | «Санкт-Якоб Парк», Базель                              | Швейцарія — СФРЮ                                       | 2-0                                                    | Товариський матч                                       | 61'                                                    |                                                        |                                                        |                                                        |                                                        |                                                        |                                                        |                                                        |
| 13.                                                                            | 12.09.1984                                             | «Гемпден-Парк», Глазго                                 | Шотландія — СФРЮ                                       | 6-1                                                    | Товариський матч                                       | 90'                                                    |                                                        |                                                        |                                                        |                                                        |                                                        |                                                        |                                                        |
| 14.                                                                            | 29.09.1984                                             | «Црвена Звезда», Белград                               | СФРЮ — Болгарія                                        | 0-0                                                    | Відбірковий матч ЧС-1986                               | 90'                                                    |                                                        |                                                        |                                                        |                                                        |                                                        |                                                        |                                                        |
| 15.                                                                            | 20.01.1985                                             | Стадіон Джавахарлала Неру, Кочі                        | Іран — СФРЮ                                            | 1-3                                                    | Товариський матч                                       | 90'                                                    |                                                        |                                                        |                                                        |                                                        |                                                        |                                                        |                                                        |
| 16.                                                                            | 25.01.1985                                             | Стадіон Джавахарлала Неру, Кочі                        | СРСР — СФРЮ                                            | 1-2                                                    | Товариський матч                                       | 90'                                                    |                                                        |                                                        |                                                        |                                                        |                                                        |                                                        |                                                        |
| 17.                                                                            | 29.01.1985                                             | Стадіон Джавахарлала Неру, Кочі                        | КНР — СФРЮ                                             | 1-1                                                    | Товариський матч                                       | 65'                                                    |                                                        |                                                        |                                                        |                                                        |                                                        |                                                        |                                                        |
| 18.                                                                            | 01.02.1985                                             | Стадіон Джавахарлала Неру, Кочі                        | Південна Корея — СФРЮ                                  | 1-3                                                    | Товариський матч                                       | 90'                                                    |                                                        |                                                        |                                                        |                                                        |                                                        |                                                        |                                                        |
| 19.                                                                            | 04.02.1985                                             | Стадіон Джавахарлала Неру, Кочі                        | СРСР — СФРЮ                                            | 2-1                                                    | Товариський матч                                       | 90'                                                    |                                                        |                                                        |                                                        |                                                        |                                                        |                                                        |                                                        |
| 20.                                                                            | 27.03.1985                                             | «Билино Поле», Зениця                                  | СФРЮ — Люксембург                                      | 1-0                                                    | Відбірковий матч ЧС-1986                               | 90'                                                    |                                                        |                                                        |                                                        |                                                        |                                                        |                                                        |                                                        |
| 21.                                                                            | 03.04.1985                                             | «Кошево», Сараєво                                      | СФРЮ — Франція                                         | 0-0                                                    | Відбірковий матч ЧС-1986                               | 67'                                                    |                                                        |                                                        |                                                        |                                                        |                                                        |                                                        |                                                        |
| 22.                                                                            | 16.11.1985                                             | «Парк де Пренс», Париж                                 | Франція — СФРЮ                                         | 2-0                                                    | Відбірковий матч ЧС-1986                               | 90'                                                    |                                                        |                                                        |                                                        |                                                        |                                                        |                                                        |                                                        |
| 23.                                                                            | 30.04.1986                                             | Стадіон Жозе ду Регу Масіел, Ресіфі                    | Бразилія — СФРЮ                                        | 4-2                                                    | Товариський матч                                       | 46'                                                    |                                                        |                                                        |                                                        |                                                        |                                                        |                                                        |                                                        |
| 24.                                                                            | 11.05.1986                                             | «Рурштадіон», Бохум                                    | Німеччина — СФРЮ                                       | 1-1                                                    | Товариський матч                                       | 46'                                                    |                                                        |                                                        |                                                        |                                                        |                                                        |                                                        |                                                        |
| 25.                                                                            | 19.05.1986                                             | «Ейзель», Брюссель                                     | Бельгія — СФРЮ                                         | 1-3                                                    | Товариський матч                                       | 78'                                                    |                                                        |                                                        |                                                        |                                                        |                                                        |                                                        |                                                        |
| 26.                                                                            | 12.11.1986                                             | «Вемблі», Лондон                                       | Англія — СФРЮ                                          | 2-0                                                    | Відбірковий матч ЧЄ-1988                               | 90'                                                    |                                                        |                                                        |                                                        |                                                        |                                                        |                                                        |                                                        |
| Матчі Блажа Слишковича за національну збірну Боснії і Герцеговини (неофіційні) |                                                        |                                                        |                                                        |                                                        |                                                        |                                                        |                                                        |                                                        |                                                        |                                                        |                                                        |                                                        |                                                        |
| #                                                                              | Дата                                                   | Стадіон                                                | Суперники                                              | Рахунок                                                | Турнір                                                 | Голи                                                   | Голи                                                   | Жовта картка · Червона картка                          | Капітан                                                |                                                        |                                                        |                                                        |                                                        |
| 01.                                                                            | 09.03.1993                                             | «Тіль Гейзелінкштадіон», Генк                          | «Генк» — Боснія і Герцеговина                          | 2-4                                                    | Товариський матч                                       |                                                        |                                                        |                                                        | Так                                                    |                                                        |                                                        |                                                        |                                                        |
| 02.                                                                            | 22.03.1993                                             | «Шпортпарк Оберверт», Кобленц                          | «Кайзерслаутерн» — Боснія і Герцеговина                | ?-?                                                    | Товариський матч                                       |                                                        |                                                        |                                                        | Так                                                    |                                                        |                                                        |                                                        |                                                        |

## Особисте життя
- Дід — Блаж Слишкович, відомий в Мостарі ресторатор та підприємець. Окрім закладів харчування володів магазинами та виноградниками. У шлюбі з дружиною на ім'я Марабела мав вісьмох дітей (Івана, Стєпана, Влатко, Славицю, Милу, Ему, Дубравку та Неду). Був близьким другом та однодумцем міністра торгівлі та промисловості Бариші Смоляна[37].
- Батько — Влатко «Владо» Слишкович (1934—1995), югославський футболіст та футбольний арбітр, багаторічний захисник мостарського «Вележа»[38].
- Брат — Маріо «Рина» Слишкович (1960—2012)[39].
- Син — Владимир Слишкович (1983), боснійський футболіст та футбольний тренер[40].
- Донька — Хана Слишкович, боснійська гандболістка, екс-гравчиня мостарської «Локомотиви». У шлюбі з футболістом Шевко Окичем має сина, що народився у 2012 році[41].
- Колишня дружина — Светлана Китич (1960), югославська та боснійська гандболістка, Олімпійська чемпіонка (1984) та срібна призерка (1980) Ігор, найкраща гравчиня року за версією Міжнародної гандбольної федерації (1988). Одружилися у вересні 1980 року[42] та перебували у шлюбі близько чотирьох місяців, після чого розлучилися. За словами Китич, вона просто втекла через вікно до батьків, а головною причиною невдалого шлюбу називає молодість та моральну неготовність до спільного проживання. Незважаючи на це, Китич та Слишкович залишилися у добрих стосунках[43].

## Політичні та суспільні погляди
Блаж Слишкович завжди акцентував увагу на тому, що він є хорватом. Його політичні погляди найкраще розкриті у інтерв'ю 1994 року, яке він дав журналу «HUM». Заголовок одразу ж доволі красномовно натякає на те, про що йдеться у інтерв'ю: «Svi se moramo vratiti u naš hrvatski Mostar» (укр. "Всі ми маємо повернутися до нашого хорватського Мостару"). На питання яким він бачить Мостар у майбутньому, Слишкович відповів наступне:
|  | Мостар є столицею хорватського народу і буде такою в будь-якому випадку. Нема проблем, що у Мостарі живуть і інші народи, але всі знають і мають знати, чий є Мостар. Бо невже тоді даремно загинуло стільки молодих людей? |

Окрім того, Слишкович наголосив, що не бажає захищати кольори збірної Боснії і Герцеговини у її нинішньому вигляді, незважаючи на те, що брав участь у товариських матчах 1993 року в Бельгії та Німеччині. Він зазначив, що не має нічого проти футболістів-мусульман, бо не вони винні у тому, що відбувається в країні, однак сам не вважає допустимим грати в такій збірній. В майбутньому, в разі запрошення до команди великої кількості етнічних хорватів, Слишкович погодився переглянути свою думку з цього приводу. Говорячи про клубні справи, Слишкович відзначив, що виступаючи за «Зриньські», який вважався виключно хорватським клубом, він долучається до боротьби свого багатостраждального народу та робить хоч щось для міста, яке не міг боронити зі зброєю в руках протягом останніх двох років.
У 2015 році Блаж Слишкович розказав, що за часів його керування збірною, він намагався організувати в Мостарі хоча б товариську гру за участю «золотих лілій», однак офіційне Сараєво та представники Мостара були категорично проти цього, наголошуючи на тому, що це призведе до масових безладів у місті, а зайві проблеми нікому не потрібні. На думку ж тренера, це навпаки мало згуртувати людей.
У 2017 році у виданні «Večernji list» Слишкович поставив під сумнів твердження, що «Вележ» є виключно боснійським клубом, зазначивши, що за часів його виступів у команді було близько 60 % хорватів, хоча нині війна і внесла свої корективи. Однак, тренер зауважив, що його особисто мало хвилює походження гравця і в його «Зринському» є невелика кількість як боснійців, так і сербів, хоча він надає перевагу уродженцям Мостара, адже вони більше прагнуть здобути чемпіонство для свого міста. Крім того, продовжуючи тему «Вележа», Слишкович зазначив, що цей клуб йому близький, однак «Зринські» набагато ближче, на що вболівальники «Вележа» відповіли наступне:
|  | (…) Ви відреклися від Мостара, коли поставили під сумнів те, що «Вележ» є боснійським клубом, ніби це і так усім не зрозуміло. Ви ще вчора були легендою «Вележа» і не мало статися так, аби в одне речення Ви вклали ці два поняття, що є ганьбою для Вас, а особливо з огляду на те, яку роботу Ви зараз виконуєте. Що стосується другої частини, де Ви відзначаєте, що любите «Вележ», але «Зринські» Вам миліше, то на нашу думку ця заява є не менш смішною, ніж Ваші спроби розмовляти англійською. Дуже дивною виглядає симпатія до клубу, що представляє звичайних людей, робітників і є втіленням гуманізму, жертовності та гордості, і в той же час якісь більші почуття до команди, яка має у своїй назві абревіатуру HŠK (укр. Хорватський спортивний клуб), представляє лише одну етнічну групу та чиї шанувальники поряд з регулярними проявами фашизму руйнують пам'ятки цього міста. (…) Від усього серця ми бажаємо, аби кожного разу, коли Ви виходитимете на поле «Бієлого Брієга», Ви уявляли собі концентраційні табори, де тими, хто робить Ваш клуб сьогодні, були захоплені члени родин тих, хто ділив з Вами одну роздягальню! (…) Ми, як фанати та симпатики, просимо Вас не згадувати наш клуб ні в медіа, ні в будь-яких виступах. Історію неможливо стерти, але у цій ситуації було б непогано видалити той час, коли Ви носили священну червону футболку. |